# 上淀川橋梁
上淀川橋梁（かみよどがわきょうりょう）は、東海道本線新大阪駅 - 大阪駅間で淀川（新淀川）に架設されている、全長729.3メートルの3複線の鉄道橋である。上流側から、東海道本線下り線の外側線・内側線、東海道本線上り線の内側線・外側線、東海道本線貨物支線（通称梅田貨物線）の下り線・上り線が並んでおり、東海道本線では新大阪駅と大阪駅の間に、梅田貨物線では吹田信号場と梅田信号場の間に位置している。この記事では、その前身にあたる上十三川橋梁（かみじゅうそうがわきょうりょう）も合わせて説明する。

## 建設の背景と上十三川橋梁

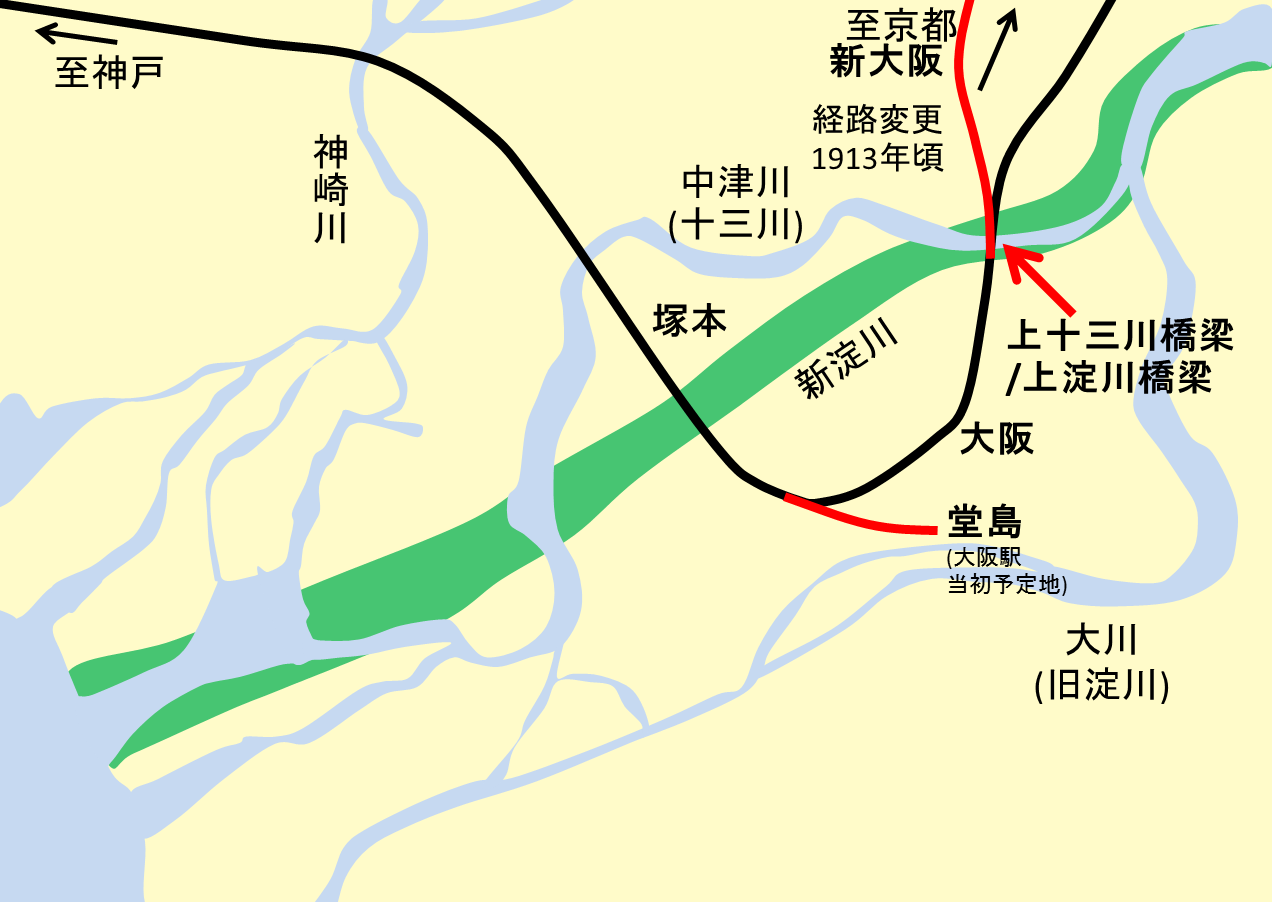
上十三川橋梁と上淀川橋梁の位置図

日本政府は、日本で最初の蒸気機関車による鉄道として新橋-横浜間の鉄道に着手したのに続き、すぐに神戸-京都間にも鉄道を敷設するように事業を進めていた。このうち京都-大阪間については、大阪から吹田までまっすぐ直行する案と、大阪-神戸間の線路を戻って神崎（尼崎）から淀川北岸を通って京都に向かう案があり、前者は後者より費用は高いと見積もられたがその差は小さく、前者の方が距離が短くなることから、前者の案が採用された。
明治初頭の時点で、淀川の河口付近は、神崎川、中津川（十三川）、大川（旧淀川）の三川に分かれており、川幅が狭く流路も曲がりくねっていた。大阪から吹田へ直行する案が採用されたことで、神戸-大阪間の鉄道で渡った神崎川と中津川を、上流側で再度渡ることになった。東海道本線がこれらの川を2回渡ることから、それぞれ「上」「下」を冠した橋梁名が付けられることになり、上十三川橋梁が架設されることになった。
神戸-大阪間を建設した際には、まだ一部の橋梁のトラス桁を錬鉄で製作したのみで、他には木製の桁を架設していた。しかし大阪-京都間では、短い溝に架かる橋以外はすべて鉄製となった。上十三川橋梁は、下十三川橋梁と同じく錬鉄製のトラス橋とされ、同じくお雇い外国人のイギリス人であるジョン・イングランドが設計して、イギリスの会社で製作された。トラスの支間は、下十三川の時に70フィート（約21.3メートル）であったのが、上十三川橋梁では100フィート（約30.3メートル）となった。これを5連連ねて全長500フィート（約152メートル）とした。総工費は109,187円であった。
1876年（明治9年）7月28日に大阪 - 向日町間が開通して供用開始した。この区間は1899年（明治32年）2月3日に複線化されたが、複線化に際して上十三川橋梁がどのように改築されたかははっきりしない。1885年（明治18年）に起きた淀川の大洪水をきっかけに、淀川下流部に放水路を建設することになり、これに伴って中津川（十三川）は廃河川となり、上十三川橋梁も撤去された。撤去は1901年（明治34年）頃である。上十三川橋梁でも使われていたイギリス製100フィートトラスは、大きさが手ごろで撤去された時期が地方私鉄の発展していく時期に当たったことなどから、各地で転用されていった。しかし、上十三川橋梁のトラス桁が転用された先は明らかではない。

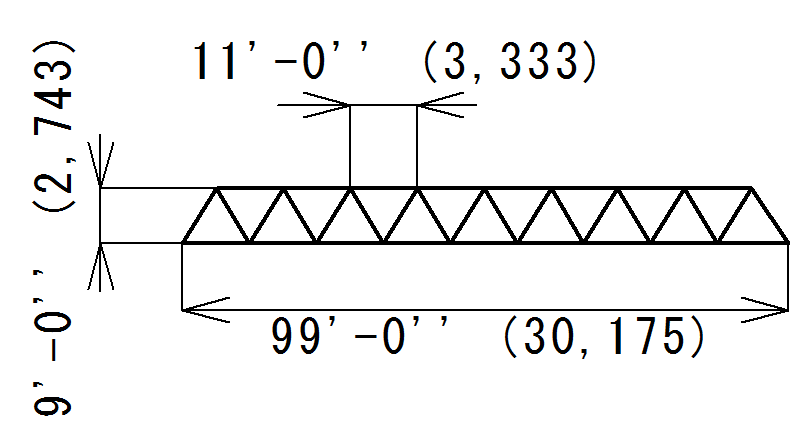
上十三川橋梁で使用された100フィートポニーワーレン桁の図
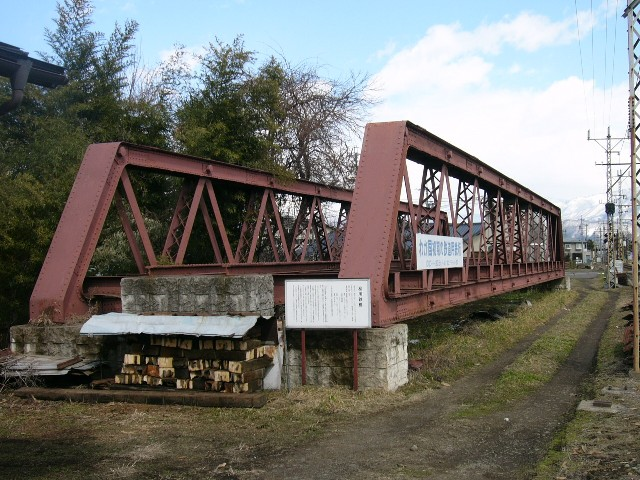
上十三川橋梁で使われたのと同じイギリス製100フィート錬鉄ポニーワーレン桁、長野電鉄松川橋梁として1990年まで使用されていたもの

## 新淀川開削に伴う架け替え

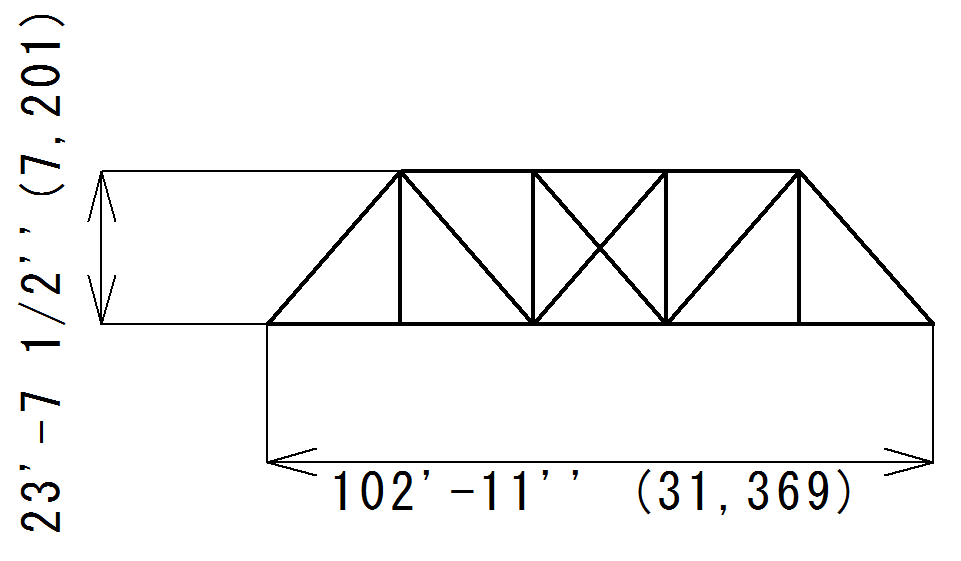
100フィート複線下路プラットトラス桁の図

前述のように、1885年（明治18年）に起きた淀川の大洪水をきっかけに、淀川下流部の放水路建設工事が開始された。1896年（明治29年）から開始された治水工事では、淀川下流部において中津川の流路を一部利用して拡幅・直線化する形で新淀川が開削された。新淀川の開削に伴い、第12回帝国議会において線路の付け替えおよび新たな橋梁建設のための予算160万円の協賛を受けて、1900年（明治33年）に上淀川橋梁に着工した。
日本の鉄道では、創業以来イギリス人の技術者に指導を受けて発展しており、上十三川橋梁がそうであったように、橋梁もイギリス人の設計やイギリスの会社の製造によるものがほとんどであった。しかし、合理的なアメリカ式の橋梁の影響は次第に日本にも浸透し、さらに機関車の大型化が進展すると、従来のイギリス製の桁では強度が不足することから、より頑丈な橋への架け替えが必要となってきた。イギリス人の建築師長チャールズ・ポーナルが1896年（明治29年）に帰国すると、早速1898年（明治31年）にはアメリカのセオドア・クーパーとチャールズ・シュナイダーに対してアメリカ流の標準トラス桁の設計が委嘱された。
こうして設計された100フィート（約30.3メートル）複線下路プラットトラスが22連、上淀川橋梁に架設されることになった。トラスを製作したのはAアンドP・ロバーツペンコイド工場である。設計上の活荷重は、重量206,000ポンド（約93.4トン）の1D型テンダー機関車重連に、1フィートあたり3,000ポンド（約1.36トン）の荷重が続く前提で計算され、クーパー荷重にしてE29に相当する。この付近では、淀川の両側の堤防の天端間の距離にして約659メートルあるが、左岸堤防の外側に幅16メートルの長柄運河があり、また右岸堤防外側に幅15メートルの道路が設けられていて、設計上はこれらの部分も上淀川橋梁で跨ぐ構造になっている。
下部構造は、橋台、橋脚とも煉瓦積みで構築され、水切り石の部分には石材が使われている。トラス桁は、この時代のアメリカ流トラス桁の特徴であるアイ・バーやピン結合を使っておらず、ガセットプレートを介したリベットによる剛結合となっている。1つのトラス桁当たりの重量は98.958トンある。
1901年（明治34年）8月に竣功した。決算額は、下淀川橋梁および関連する線路の付け替えを含めて155万5366円であった。新淀川の放水路自体は1909年（明治42年）に全面完成した。この時に完成した橋梁は、100年を経過してなお、東海道本線の上り線として多数の列車を通しており、鉄道橋は適切な維持管理により長期間の使用に耐えうることを証明している。
この上淀川橋梁の完成により、それまで神崎川を渡ってからほぼ直線的に大阪駅へ向かって南西へ進行して上十三川橋梁を渡っていたのが、新たに架設された上淀川橋梁へ線路を付け替え、上淀川橋梁の北側に急なSカーブができることになった。橋をできるだけ短くするために、流れに直角に横断するために必要となった、橋への取り付きのカーブである。その後、1912年（大正元年）または1913年（大正2年）のどちらかの年に、吹田駅から上淀川橋梁までの範囲でさらに北側に線路が移設された。これは、1回目の線路付け替えにより生じた急カーブを解消するため、あるいはこの時代に開通した、淀川の北岸を通る貨物線（北方貨物線）との連絡のため、などと理由が推定されているが、切替の正確な時期とともに詳細は不明である。また、それまで東海道本線が走っていた線路跡はその後、北大阪電気鉄道が敷設されて走るようになり、現在では阪急千里線・京都線の線路敷となっている。

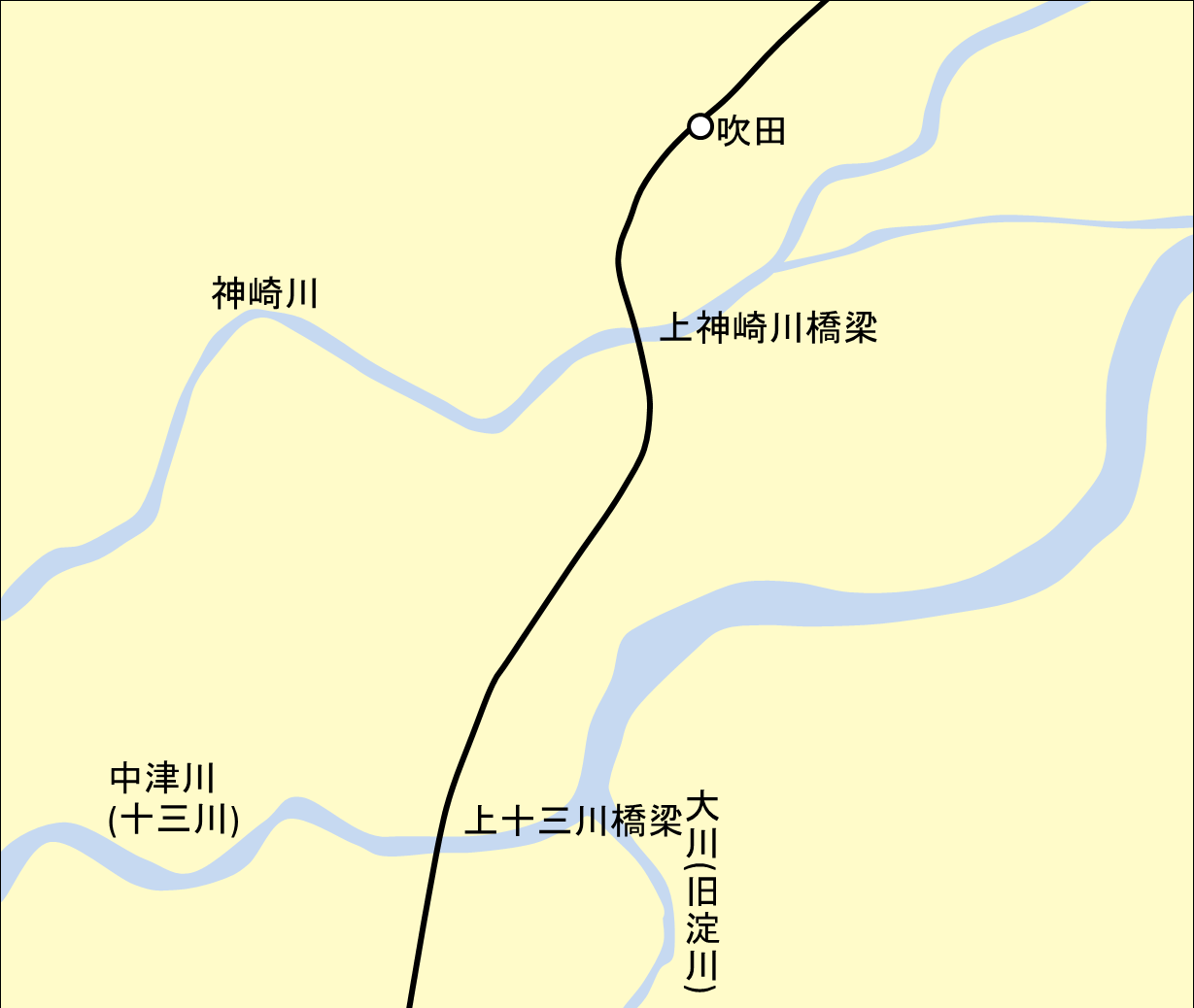
大阪-吹田間の線路位置、1876年開通時
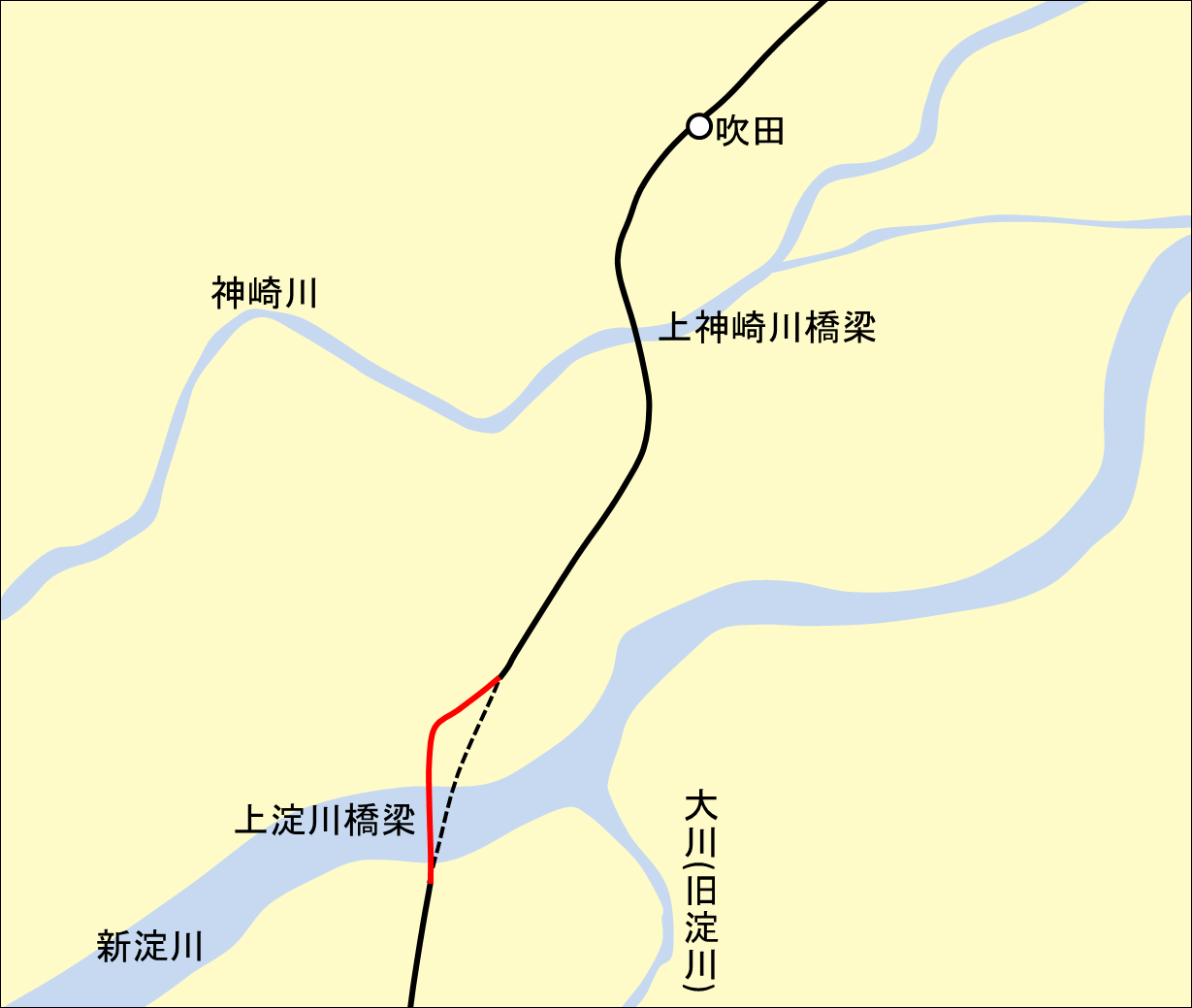
大阪-吹田間の線路位置、1901年の上淀川橋梁開通時
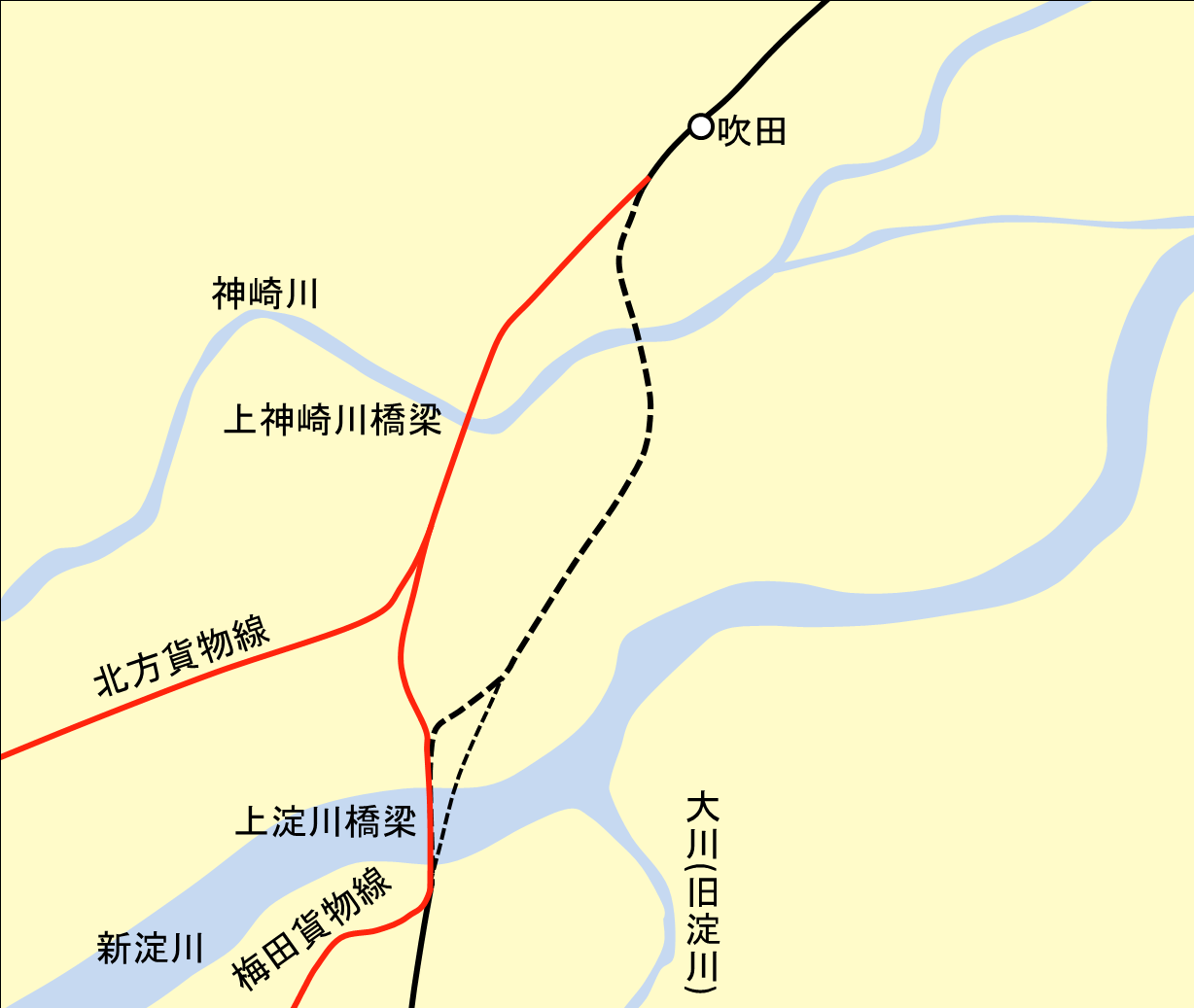
大阪-吹田間の線路位置、1912年あるいは1913年の東海道線線路付け替え後、1928年開通の梅田貨物線を含む
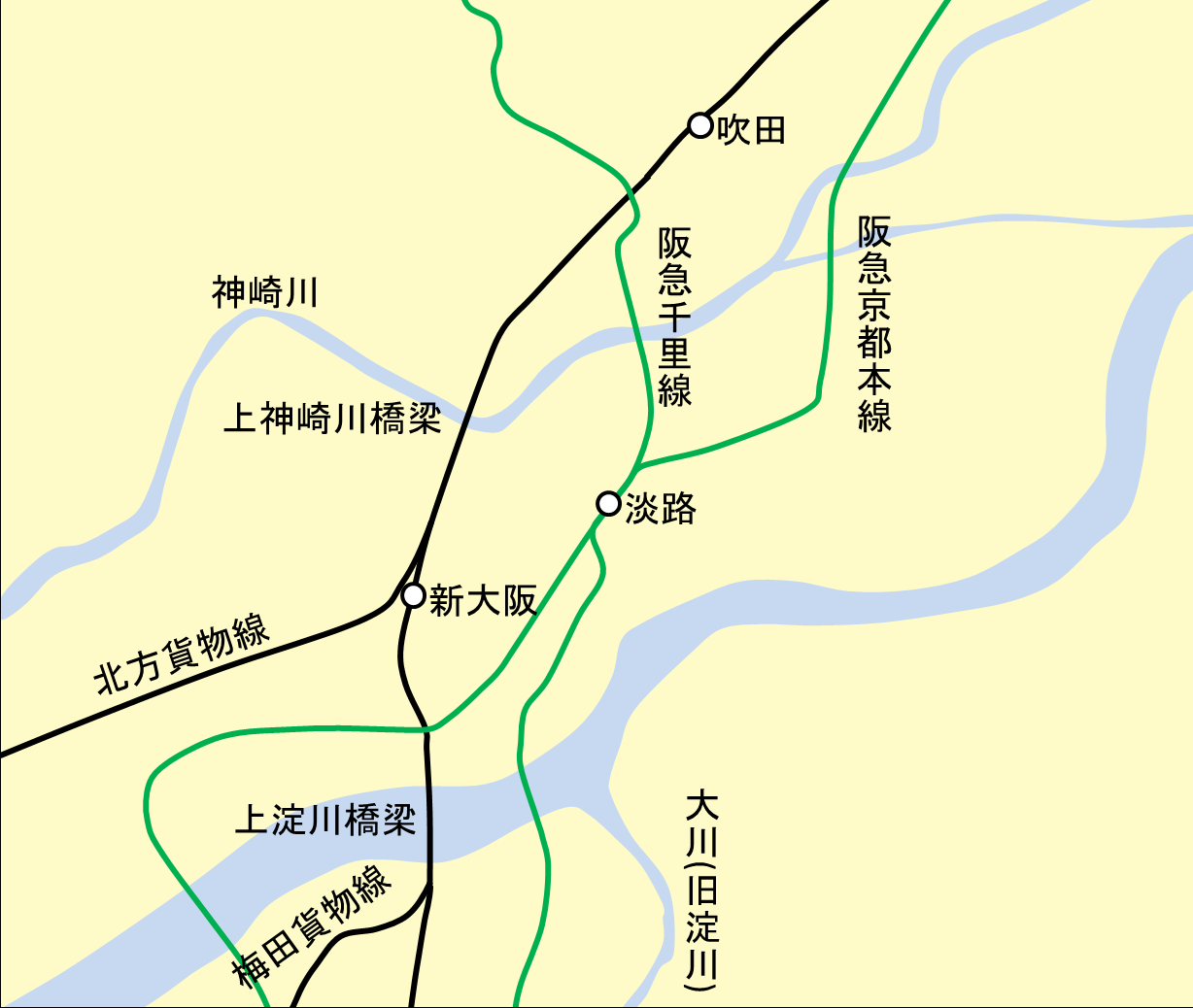
大阪-吹田間の線路位置、北大阪電気鉄道（阪急各線）開通後

## 貨物線の建設

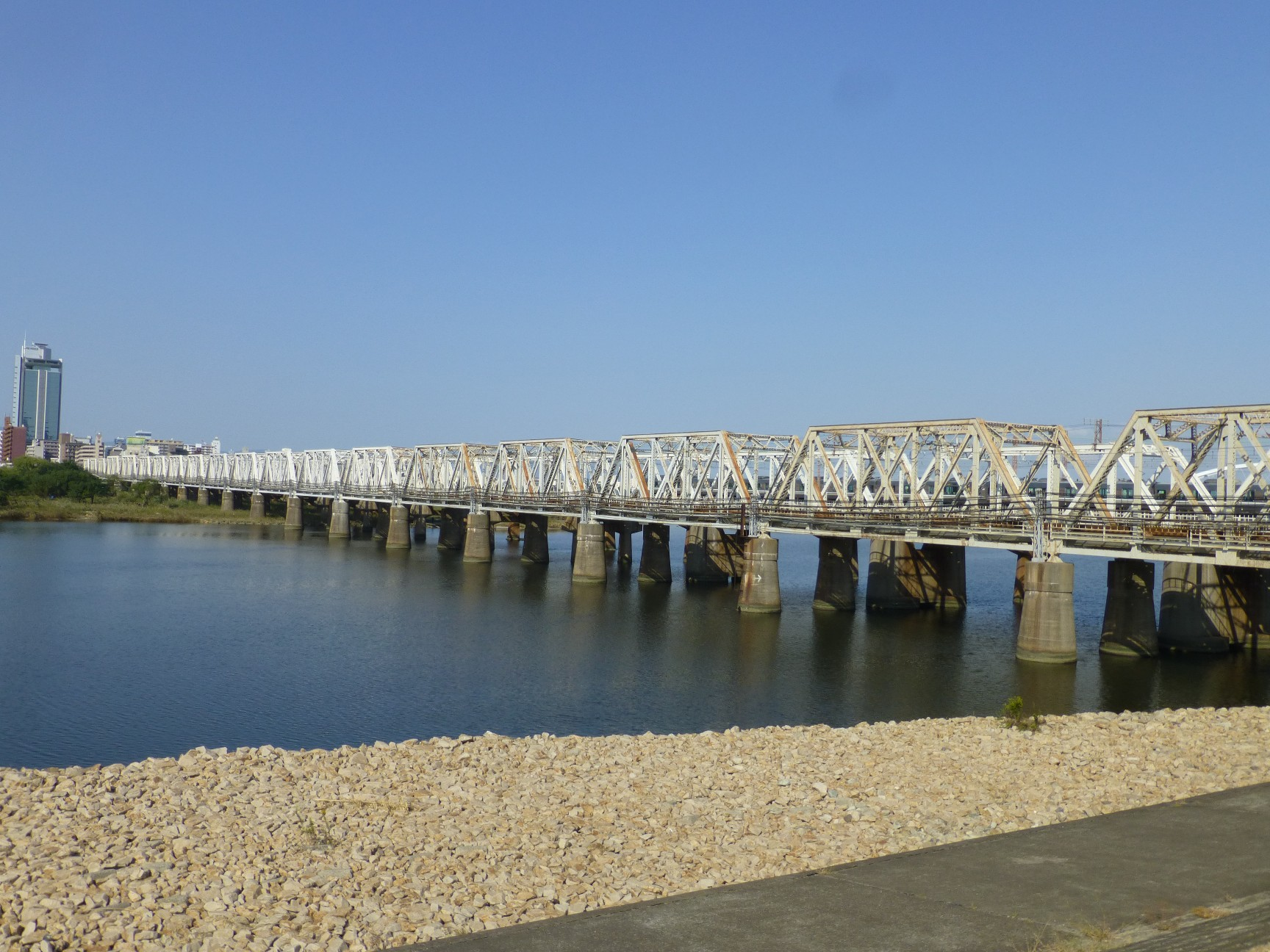
貨物線側から見た上淀川橋梁

それまで大阪駅ですべての旅客・貨物の扱いおよび操車場の機能を受け持っていたが、大正時代に入るといよいよ旅客も貨物も大幅に増加してきて、大阪駅の機能が逼迫するようになってきた。こうした機能のうち、客車と貨車の操車場としての機能は、大都市から離れていても大きな問題はなく、広大な土地を容易に確保できるということから、貨車操車場を吹田に、客車操車場を宮原に、それぞれ移転することになった。そして貨物の取り扱いに関しては、当時まだ人家がほとんどなかった大阪駅北側に移転して貨物専用の梅田駅とし、旅客扱いの大阪駅は高架化する方針となった。そして吹田操車場と梅田貨物駅を結ぶ複線の通称梅田貨物線が東海道本線に並行して設けられることになり、これに合わせて梅田貨物線用に上淀川橋梁の複線増設が実施されることになった。
梅田貨物線用に新設された上淀川橋梁は、従来の東海道本線用の橋梁に対して下流側に架設され、ほぼ同一構造の複線下路プラットトラス桁を同一径間で架設した。ただし、細部には違いもある。当初の上淀川橋梁がアメリカ製のトラス桁を使用したのに対して、昭和初期に架設された梅田貨物線用の上淀川橋梁のトラス桁は、川崎造船所と汽車製造により製作され、この時代になってようやくトラス桁の日本国内での製造が定着してきた。設計に使用した活荷重はクーパーE45であり、これは将来的な広軌改築をにらんで採用した、日本国内ではもっとも重い活荷重である。下部構造は煉瓦の基礎に鉄筋コンクリートで建設されている。梅田貨物線用の上淀川橋梁は、1928年（昭和3年）12月に開通した。
上述のように、基本的に従来橋梁と同一径間割で完成した梅田貨物線用の上淀川橋梁であったが、後に橋脚が被害を受けて復旧工事を行った際に、元の場所での橋脚復旧を行わなかった関係で、新大阪側から4連目と5連目は150フィートトラス桁を架設する構造になっており、径間割が一致しなくなっている。この工事がいつ頃行われたのかは不明であるが、複々線化の際の工事資料に添付された図では既に貨物線橋梁の径間は変更されている。径間変更後の支間割は、新大阪側から3連が31.623メートル（103フィート9インチ）、4連目・5連目が47.396メートル（155フィート6インチ）、6連目から21連目までが再び31.623メートル（103フィート9インチ）で、重量は100フィート桁が134.221英トン、150フィート桁が247.587英トンである。

## 複々線化
京阪神間では、複々線（線路4線）に増強する工事が1916年（大正5年）から順次進められてきた。大阪 - 塚本間は先に工事が進み使用開始されたことから、茨木 - 大阪間についても工事に着手することになった。1937年（昭和12年）11月から下部構造の工事が開始された。
新設される橋梁は、従来の橋梁に対して上流側に、中心線間隔で18メートル離れた位置に架設された。径間割は、15.91メートル1連、27.69メートル1連、32.69メートル20連、36.875メートル1連である。橋脚は鉄筋コンクリート製の井筒を用いて建設された。上部構造は、下淀川橋梁の下り線と同様に、トラスではなくプレートガーダーが選択された。これは工期の短縮ができること、工費が節約できること、災害時の復旧が容易であることなどが理由である。桁の設計が1930年（昭和5年）に実施されており、この時に従来のフィート・インチ単位からメートル単位に移行され、また活荷重の計算も従来のポンド単位のクーパー荷重から1928年（昭和3年）制定のKS荷重に移行した。上淀川橋梁で採用された活荷重はKS-18で、従来のクーパー荷重にするとクーパーE40相当である。
1939年（昭和14年）には桁の架設が完了した。しかし、約80パーセントの工程を完了した1943年（昭和18年）になり、戦争のために残工事が中止となってしまった。第二次世界大戦後、1952年（昭和27年）10月に工事が再開され、大阪から宮原操車場までの区間が1955年（昭和30年）1月に使用開始され、増設された上淀川橋梁も供用開始された。1956年（昭和31年）9月に茨木 - 大阪間の全区間の複々線工事が完成し、1957年（昭和32年）9月25日に使用開始した。

## その後の運用
昭和20年代半ばに調査したところ、最初に架設された上り線の橋梁について、橋脚の地盤沈下が認められたこと、煉瓦自体は強度があるが目地のモルタルは用をなさなくなってきていることなどから、列車運行の安全を保つために改良工事が必要であると判断された。ちょうどこの時期に、この区間では複線をさらに増設する工事を実施していたため、既に完成済みであった下り線用の上淀川橋梁に一時的に列車の運行を移して、その間に既設橋梁の橋脚を撤去して、鉄筋コンクリートで造り直す工事を実施した。既設の井筒の上部を撤去してその周囲に杭を打ち込み、新たな橋脚はこの杭の上に構築する方式とした。1953年（昭和28年）2月に工事に着手し、突貫工事で施工を実施した。
この年9月25日に台風13号が襲来して大きな被害を与え、橋脚の改築工事にも影響が出た。この台風を受けて建設省が淀川河川改修計画を推進することになり、淀川の橋梁に付いて計画高水位に対して桁下余裕を2.2メートル確保するように要請が行われた。上淀川橋梁はこれに抵触することになり、また下り線橋梁に列車の運行を移して改修工事をしている時期であったことから、これに合わせて大至急橋桁の扛上工事も実施することになった。こうして1954年（昭和29年）3月から8月にかけて、約1.4メートルから1.7メートルの扛上工事を2回に分けて実施した。
こうした工事を終えて上り線橋梁に列車の運転を再開した。低水敷の橋脚は補強を要しないと判定されていたためそのままで運転を再開したものの、運転を再開後に再度調査を行ったところ、補強をしなければならないことになり、1955年（昭和30年）12月から着工して1958年（昭和33年）7月までかけて施工した。貨物線に関しても、この際に橋桁の扛上工事が列車運転の間合いで実施された。1.24メートルから1.57メートルの扛上が実施され、これに合わせて前後も勾配を入れて取り付けた。
橋梁の改良工事は約2億8000万円、扛上に約1億2000万円、上り線低水敷橋脚の補強に10億8000万円、貨物線の扛上工事に7億8000万円を要した。工事費は建設省と折半された。
1971年（昭和46年）3月に淀川の工事実施基本計画が建設省によって改訂されたため、淀川の流心が一部変更されることになり、上淀川橋梁の下部構造の補強工事が必要となった。1979年（昭和54年）2月1日から8月19日まで、約4億円を投じて橋脚9基の周囲約16,000平方メートルの範囲に捨石やコンクリートブロックの設置を行って根固めを実施した。
建設から100年を経ると、縦桁の損傷や腐食が著しくなってきたため、2009年度（平成21年度）から順次縦桁上フランジの交換が施工されている。

## 年表
- 1876年（明治9年）7月28日 - 向日町 - 大阪間開通により上十三川橋梁供用開始[7]。
- 1885年（明治18年） - 淀川大洪水[18]。
- 1896年（明治29年） - 淀川改修工事着工[1]。
- 1899年（明治32年）2月3日 - 複線化[17]。
- 1900年（明治33年） - 上淀川橋梁着工（後の上り線）[1]。
- 1901年（明治34年）
  - 8月 - 上淀川橋梁竣功[20]。
  - この頃、上十三川橋梁撤去[15]。
- 1909年（明治42年） - 淀川放水路全面完成[18]。
- 1912年（大正元年）または1913年（大正2年） - 淀川北岸の線路付け替え[28][18]。
- 1928年（昭和3年）12月 - 梅田貨物線上淀川橋梁開通[3]。
- 1937年（昭和12年）11月 - 上淀川橋梁下り線着工[4]。
- 1939年（昭和14年） - 上淀川橋梁下り線竣功[5]。
- 1943年（昭和18年） - 茨木 - 大阪間複々線化工事中止[35]。
- 1952年（昭和27年）10月 - 茨木 - 大阪間複々線化工事再開[39]。
- 1953年（昭和28年）
  - 2月 - 上淀川橋梁上り線補修工事開始[42]。
  - 9月25日 - 台風13号の被害、淀川河川改修計画につながる[43]。
- 1954年（昭和29年）3月 - 8月 - 上淀川橋梁上り線橋桁扛上工事を実施[45]。
- 1955年（昭和30年）
  - 1月 - 宮原操車場 - 大阪間供用開始に伴い、上淀川橋梁下り線供用開始[39]。
  - 12月 - 上淀川橋梁上り線低水敷橋脚補強工事および貨物線橋桁扛上工事を実施（1958年（昭和33年）7月まで）[46]。
- 1979年（昭和54年）2月1日 - 根固め工事実施（8月19日まで）[50]。
- 2009年（平成21年） - 上淀川橋梁上り線縦桁上フランジ交換工事施工開始[51]。